# Ichneumon nigrovariegatus
Ichneumon nigrovariegatus är en stekelart som först beskrevs av Léon Abel Provancher 1874.  Ichneumon nigrovariegatus ingår i släktet Ichneumon och familjen brokparasitsteklar. Inga underarter finns listade i Catalogue of Life.